# Arkharavia
Arkharavia là một chi khủng long, được Alifanov & Bolotsky mô tả khoa học năm 2010.